# Cantó de Palinges
El cantó de Palinges és un cantó francès del departament de Saona i Loira, situat al districte de Charolles. Té 7 municipis i el cap és Palinges.

## Municipis
- Grandvaux
- Martigny-le-Comte
- Oudry
- Palinges
- Saint-Aubin-en-Charollais
- Saint-Bonnet-de-Vieille-Vigne
- Saint-Vincent-Bragny

## Història
| Data d'elecció                           | Identitat      | Partit        | Qualitat |
| ---------------------------------------- | -------------- | ------------- | -------- |
| 1945-1951                                | Yves Delaunay  | Divers droite |          |
| 1951-1964                                | Joseph Metrot  | Divers droite |          |
| 1964-1969                                | Jean Daval     | Centrista     |          |
| 1969-1976                                | Paul Claudon   | RI            |          |
| 1976-1982                                | André Béraud   | PS            |          |
| 1982-1988                                | Daniel Lacroix | Divers droite |          |
| 1988-2000                                | Paul Nigay     | RPR           |          |
| 2000-                                    | Paul Pluchaud  | UMP           |          |
| les dades anteriors no són pas conegudes |                |               |          |
|                                          |                |               |          |

## Demografia
| A partir de 1990: Població sense dobles comptes |